# Джон Ділі
Джон Ділі (англ. John Deely; 26 квітня 1942 — 7 січня 2017) — американський філософ і семіотик. Професор університету Св. Томи (Х'юстон, США). Президент Американського товариства семіотики та Віце-президент Міжнародної асоціації семіотики. Запрошувався для читання лекцій у ряд університетів країн Америки та Європи: Бразилія, Мексика, Фінляндія.
Редактор щорічника «Наукові записки Амеканського товариства семіотики».
Автор ряду монографій і понад 100 статей з семіотики. Твори перекладені на ряд мов, у тому чмслі і українською. Найвідоміші твори: «Вступ до семіотики», «Філософські виміри походження видів», «Людина застосовує знаки», «Напередодні» (рання філософія), «Традиція Гайдеггера» та ін.

## Праці
- «Theses on Semiology and Semiotics», The American Journal of Semiotics 26.1-4 (2010), 17-25.
- Introducing Semiotic: Its History and Doctrine (Indiana Univ., 1982).
- Basics of Semiotics
  - 1st ed., originally published simultaneously in English (Bloomington, IN: Indiana University Press, 1990) and Portuguese (as Semiótica Basica, trans. Julio Pinto and Julio Jeha [São Paulo, Brazil: Atica Editora]). Bazele Semioticii, trans. Mariana Neţ (Bucarest: ALL s.r.l, 1993). Basics of Semiotics, Japanese edition (Hosei University Press, 1994). Subsequent expanded editions listed in following entries.
  - 2nd ed., Los Fundamentos de la Semiotica, trans. José Luis Caivano and Mauricio Beuchot (Expanded 2nd ed.; Mexico City: Universidad Iberoamericana, 1996). Ukrainian edition, trans. Anatolij Karas (Lviv University, 2000).
  - 3rd ed., further expanded, Basi della semiotica, trans. Massimo Leone, with and Introduction by Susan Petrilli and Augusto Ponzio (Bari, Italy: Laterza, 2004).
  - 4th ed., expanded again, bilingual Estonian and English, trans. Kati Lindström (Tartu Semiotics Library 4; Tartu, Estonia: Tartu University Press, 2005).
  - 5th ed., again expanded, English only (Tartu Semiotics Library 4.2; Tartu, Estonia: Tartu University Press, 2009).
  - 6th ed., yet again expanded, Chinese only, trans. Zujian Zhang (Beijing: Renmin University Press, 2011 [forthcoming]).
- Four Ages of Understanding [Архівовано 12 грудня 2013 у Wayback Machine.] (Univ Toronto: 2001)
- What Distinguishes Human Understanding (St. Augustine's: 2002)
- The Impact on Philosophy of Semiotics (St. Augustine's: 2003)
- Intentionality and Semiotics (Scranton: 2007)
- Descartes & Poinsot: The Crossroads of Signs and Ideas (Scranton: 2008)
- Augustine & Poinsot: The Semiotic Development (Scranton: 2009)
- Semiotic Animal (St. Augustine's: 2010)
- Semiotics Seen Synchronically: the View from 2010 (LEGAS: 2010)
- Medieval Philosophy Redefined: The Development of Cenoscopic Science, AD354 to 1644 (From the Birth of Augustine to the Death of Poinsot) (University of Scranton: 2010).